# Asterias
Asterias là tên của một chi sao biển thuộc họ Asteriidae. Chi này có nhiều loài phổ biến như: Asterias rubens, Asterias amurensis. Chi này có tổng cộng 8 loài, 8 loài này đều có 5 cánh, là loài bản địa của những vùng nước nông ở vùng nước ôn hòa hoặc là lạnh ở phương bắc. Ấu trùng của loài sao biển này là sinh vật phù du. Ở ÚC, Asterias amurensis là loài xâm lấn còn ở Nhật Bản, chúng trở thành loài xâm hại đối với ngành nuôi trồng động thực vật biển.
Năm 1758, nhà động vật học người Thụy Điển Carl Linnaeus đã đề xuất đây là một chi mới khi phát hiện ra Asterias rubens. Ban đầu chỉ có loài này, nhưng về sau thì các loài khác lần lượt được phát hiện rồi thêm vào chi này. Qua nhiều lần chỉnh sửa và thay đổi, tính đến hiện tại, chỉ có 8 loài là thuộc chi này.

## Mô tả
Asterias và nhiều chi trong bộ Forcipulatida giống nhau ở chỗ chân kìm nhỏ. Đó là bộ phận giống càng ở cua trên da của chúng để cấu con mồi hoặc kẻ thù. Các loài của chi Asterias có hai loại chân kìm: một loại nằm rải rác trên da và loại khác nhỏ hơn nằm ở các gai lưng. "Mang da" (tiếng Anh: Skin gill) là bộ phận dùng để thở và bài tiết cũng xuất hiện ở 8 loài của chi này. Ngoài ra, nó còn có bộ xương ngoài.

## Các loài
Theo như cơ sở dữ liệu sinh vật biển, chi này hiện có 8 loài:
- Asterias amurensis Lütken, 1871
- Asterias argonauta Djakonov, 1950
- Asterias forbesi (Desor, 1848)
- Asterias microdiscus Djakonov, 1950
- Asterias rathbuni (Verrill, 1909)
- Asterias rollestoni Bell, 1881
- Asterias rubens Linnaeus, 1758
- Asterias versicolor Sladen, 1889

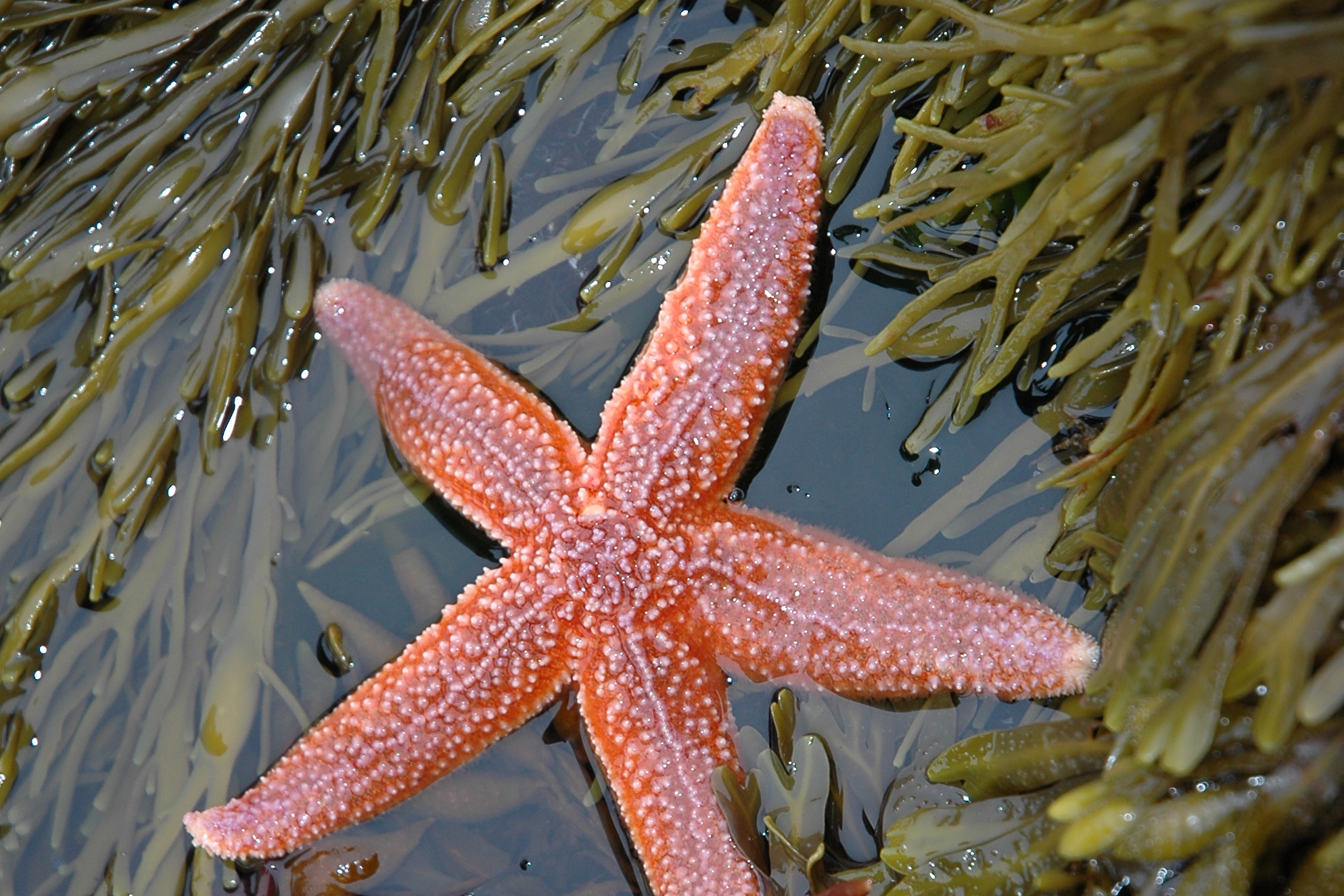
Asterias rubens
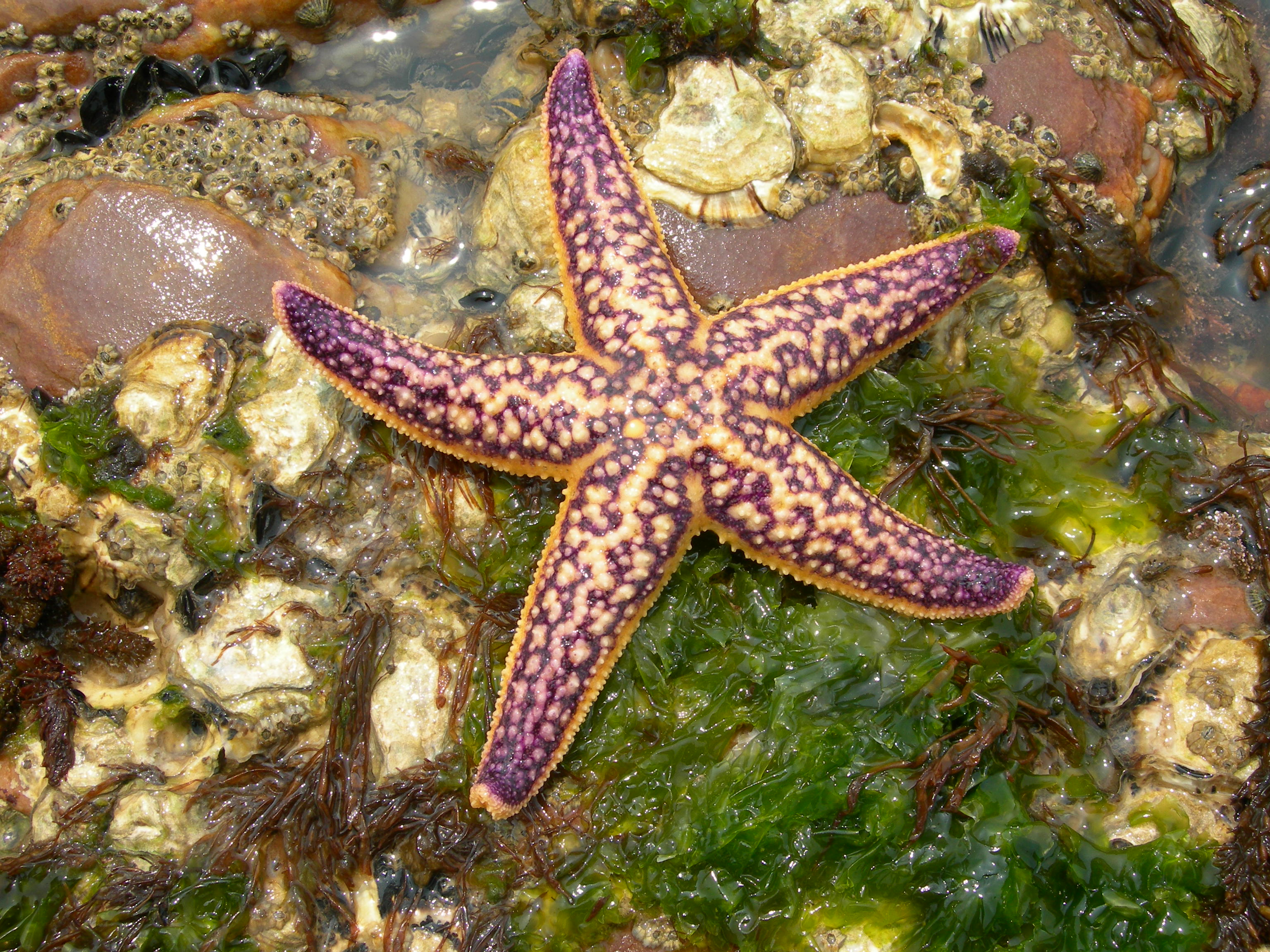
Asterias amurensis
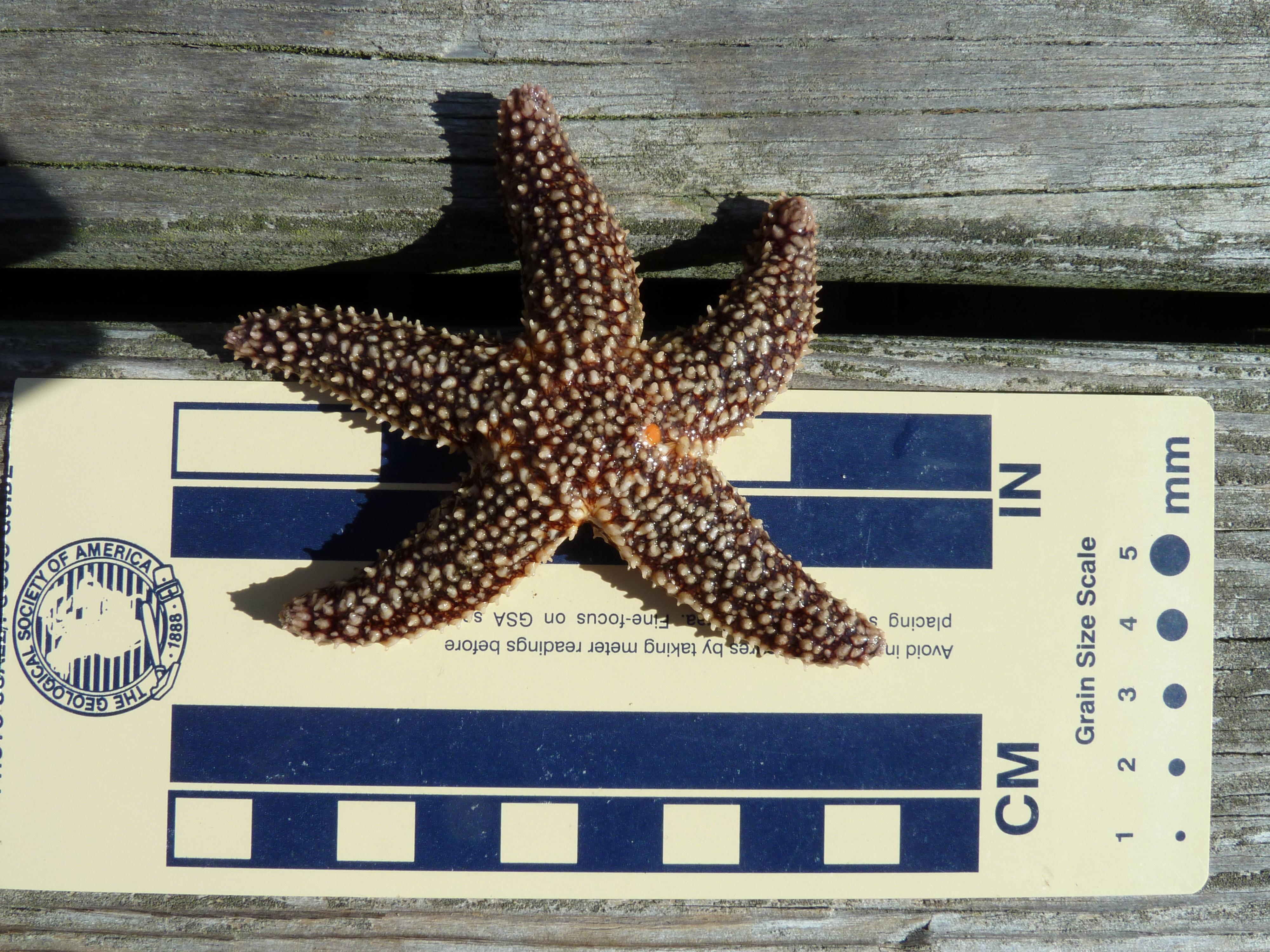
Asterias forbesi